# Selenomonas noxia
A Selenomonas noxia é uma espécie de bactéria que pode ser encontrada na boca humana e que acredita-se estar relacionada com a obesidade.